# Scutellaria bolanderi
Scutellaria bolanderi är en kransblommig växtart som beskrevs av Asa Gray. Scutellaria bolanderi ingår i Frossörtssläktet som ingår i familjen kransblommiga växter.

## Underarter
Arten delas in i följande underarter:
- S. b. austromontana
- S. b. bolanderi